# After Midnight (nummer)
"After Midnight" is een nummer van de Amerikaanse muzikant J.J. Cale. Het nummer verscheen in november 1966 als single. In 1970 nam de Britse zanger en gitarist Eric Clapton het nummer op voor zijn naar zichzelf vernoemde debuutalbum. Zijn versie werd in oktober van dat jaar uitgebracht als single.

## Achtergrond
"After Midnight" is geschreven en geproduceerd door Cale zelf. Hij nam het zelf voor het eerst op en bracht het in november 1966 uit als single. In 1970 coverde Clapton het nummer, nadat hij door Delaney en Bonnie Bramlett op de muziek van Cale werd gewezen. Het nummer was de eerste van diverse Cale-covers door Clapton en verscheen op zijn debuutalbum Eric Clapton. Het nummer en de rest van het album werd geproduceerd door Delaney Bramlett.
Cale wist niet van de cover van Clapton af totdat het in 1970 een radiohit werd. Op dat moment had hij niet veel geld, maar door de cover kreeg hij toch royalty's binnen. Hierop besloot hij om voor het eerst een album op te nemen onder de titel Naturally, inclusief een opnieuw opgenomen versie van "After Midnight". Over de versie van Clapton vertelde hij in een interview: "Ik dacht, 'Nou, dat zal nergens heengaan'. [...] Een jaar later begonnen ze het op ieder radiostation te draaien, inclusief mijn thuisstad. De eerste keer dat ik het op de autoradio hoorde zette ik de auto aan de kant neer, omdat ik nog nooit iets van mezelf op de radio had gehoord."
De oorspronkelijke versie van "After Midnight" werd geen hit. De coverversie door Clapton behaalde geen hitlijsten in het Verenigd Koninkrijk, maar kwam in de Verenigde Staten wel tot de achttiende plaats in de Billboard Hot 100. In Nederland kwam het respectievelijk tot de plaatsen 25 en 19 in de Top 40 en de Hilversum 3 Top 30. De opnieuw opgenomen versie door Cale kwam in de Verenigde Staten tot plaats 42. In 1987 nam Clapton een nieuwe versie op voor een commercial van het biermerk Michelob. Andere artiesten die het nummer gecoverd hebben, zijn onder anderen Chet Atkins, Maggie Bell, Marc Cohn, Danny Elfman, Jerry Garcia, John Mayer, Sérgio Mendes, Phish en The Pioneers.

## Hitnoteringen
De noteringen in de wekelijkse hitlijsten werden behaald door de versie van Eric Clapton.

### Nederlandse Top 40
| Hitnotering: 21-11-1970 t/m 26-12-1970 | Hitnotering: 21-11-1970 t/m 26-12-1970 | Hitnotering: 21-11-1970 t/m 26-12-1970 | Hitnotering: 21-11-1970 t/m 26-12-1970 | Hitnotering: 21-11-1970 t/m 26-12-1970 | Hitnotering: 21-11-1970 t/m 26-12-1970 | Hitnotering: 21-11-1970 t/m 26-12-1970 | Hitnotering: 21-11-1970 t/m 26-12-1970 |
| Week                                   | 1                                      | 2                                      | 3                                      | 4                                      | 5                                      | 6                                      |                                        |
| -------------------------------------- | -------------------------------------- | -------------------------------------- | -------------------------------------- | -------------------------------------- | -------------------------------------- | -------------------------------------- | -------------------------------------- |
| Positie                                | 31                                     | 25                                     | 28                                     | 27                                     | 37                                     | 37                                     | uit                                    |

### Hilversum 3 Top 30
| Hitnotering: 21-11-1970 t/m 12-12-1970 | Hitnotering: 21-11-1970 t/m 12-12-1970 | Hitnotering: 21-11-1970 t/m 12-12-1970 | Hitnotering: 21-11-1970 t/m 12-12-1970 | Hitnotering: 21-11-1970 t/m 12-12-1970 | Hitnotering: 21-11-1970 t/m 12-12-1970 |
| Week                                   | 1                                      | 2                                      | 3                                      | 4                                      |                                        |
| -------------------------------------- | -------------------------------------- | -------------------------------------- | -------------------------------------- | -------------------------------------- | -------------------------------------- |
| Positie                                | 30                                     | 24                                     | 19                                     | 22                                     | uit                                    |

### NPO Radio 2 Top 2000
| Nummers met noteringen in de NPO Radio 2 Top 2000 | '99 | '00 | '01 | '02  | '03  | '04  | '05  | '06  | '07  | '08  | '09  | '10  | '11  | '12  | '13  | '14  | '15 | '16 | '17  | '18  | '19  | '20  | '21  | '22  | '23  |
| ------------------------------------------------- | --- | --- | --- | ---- | ---- | ---- | ---- | ---- | ---- | ---- | ---- | ---- | ---- | ---- | ---- | ---- | --- | --- | ---- | ---- | ---- | ---- | ---- | ---- | ---- |
| After Midnight (J.J. Cale)                        | 913 | -   | 961 | 1166 | 1366 | 1068 | 1035 | 565  | 755  | 792  | 663  | 627  | 651  | 704  | 485  | 619  | 915 | 935 | 1274 | 1294 | 1509 | 1467 | 1397 | 1775 | 1955 |
| After Midnight (Eric Clapton)                     | -   | -   | -   | -    | 938  | 1497 | 1708 | 1272 | 1631 | 1485 | 1473 | 1308 | 1644 | 1034 | 1509 | 1641 | -   | -   | -    | -    | -    | -    | -    | -    | -    |

1. ↑  Een '-' betekent dat het nummer niet was genoteerd en een vetgedrukt getal geeft de hoogste notering van een nummer aan.
2. ↑  Deze tabel is bijgewerkt tot en met de laatste editie (2024).